# Hala Khalil
Hala Khalil (nascut el 23 de juliol de 1967) és un director, productor i guionista de cinema egipci. El seu treball inclou curtmetratges, documentals, sèries de televisió i llargmetratges. Les seves pel·lícules The Kite (1997) i The Best of Times (2004) han rebut premis del Festival de Cinema Àrab, el Festival de càmera àrab de Rotterdam i el Festival de Cinema de Rabat.
Khalil pertany a la nova generació de dones egípcies comercials i cineastes independents que van sorgir a la primera dècada del segle XXI. Les pel·lícules d'aquest període se centren en la vida quotidiana de les dones egípcies i la seva separació d'identitat dels homes, funcionant com una part important del feminisme a Egipte.

## Primers anys
Khalil va néixer a El Caire, Egipte. Després de començar la seva postsecundària en enginyeria, es va canviar a l'Escola de Cinema del Caire, on va es va graduar l'any 1992 amb una llicenciatura en realització de cinema.

## Carrera
Després de graduar-se a l'Escola de Cinema del Caire, Khalil va debutar com a cineasta i guionista amb el curtmetratge Puppets, el 1992. El seu curtmetratge, The Kite (1997) va ser la seva primera pel·lícula a obtenir un notable reconeixement crític. El 2004, va escriure i dirigir el seu primer llargmetratge, The Best of Times, pel qual va rebre premis a l’Arab Camera Festival, a Rotterdam, Països Baixos, el Rabat Film Festival, i reconeixement per l'Associació de Crítics de Cinema Egipci.
Khalil també escriu crítiques de pel·lícules i dirigeix per a la companyia de televisió estatal. A més de ser una destacada realitzadora de curts i llargmetratges àrabs, Khalil és una productora executiva, ha treballat en pel·lícules documentals i ha treballat en jurats de festivals al Caire, Ossian, Rotterdam i Beirut.

## Filmografia
| Any  | Pel·lícula                                | Paper                        | Notes                                                     |
| ---- | ----------------------------------------- | ---------------------------- | --------------------------------------------------------- |
| 1992 | Puppets (Marionettes)                     | Director/Writer              | Curtmetratge                                              |
| 1994 | Silence of the Night (Hudu 'al-layl)      | Director                     | Curtmetratge                                              |
| 1997 | The Kite (Tiri ya tayyara)                | Director                     | Curtmetratge                                              |
| 1998 | Game's Revolution (Gamal al-thawra)       | Director                     | Curtmetratge                                              |
| 2000 | Welcome with Ten Fingers (Ahbabak 'ashra) | Director                     | Curtmetratge                                              |
| 2004 | The Best of Times (Ahla al-awqat)         | Director/Guionista           | Llargmetratge Segon premi al Rotterdam Arab Film Festival |
| 2006 | Cut and Paste                             | Director                     | Llargmetratge                                             |
| 2015 | Nawara                                    | Director/Guionista/Productor | Llargmetratge                                             |

### The Best of Times
El 2004, Khalil va dirigir el seu primer llargmetratge, coescrit amb Wassam Soliman. The Best of Times serveix com a exemple dels temes de la nova generació. de dones guionistes i cineastes a Egipte. La pel·lícula segueix a Salma, una dona d'èxit que es veu obligada a mudar-se de la casa del seu padrastre després de la mort de la seva mare. La pel·lícula té lloc entre els diferents barris de Maadi i Shobra, com la Salma s'embarca en un viatge introspectiu per descobrir qui li ha estat enviant-li cartes anònimes.halil va guanyar el segon premi per The Best of Times al Arab Camera Festival de Rotterdam.